# اشتباكات غرب إيران (2016–حتى الآن)
تشير الاشتباكات الجارية في غرب إيران إلى الاشتباكات العسكرية المستمرة بين حزب المتمردين الكردستاني الديمقراطي الكردستاني الإيراني (PDKI) والحرس الثوري الإيراني، والتي بدأت في أبريل 2016. كما أعرب حزب حرية كردستان (PAK) وكوملة عن دعمهما للقضية الكردية للحزب الديمقراطي الكردستاني الإيراني أيضًا، حيث اشتبك كلاهما مع قوات الأمن الإيرانية في عامي 2016 و2017 على التوالي. وبالتوازي مع ذلك، استأنفت جماعة متمردة كردية إيرانية يسارية تسمى PJAK أنشطتها العسكرية ضد إيران في عام 2016، بعد فترة طويلة من الجمود.
اندلعت اشتباكات عام 2016 على خلفية ما وصفه الحزب الديمقراطي الكردستاني الإيراني بأنه "استياء متزايد في روجهلات". ووصف قائد الجناح العسكري لحزب الحرية الكردستاني مشاركتهم وإعلانهم الأعمال العدائية ضد الحكومة الإيرانية بأنها نتيجة لحقيقة مفادها أن "الوضع في شرق كردستان ( كردستان الإيرانية) أصبح لا يطاق، وخاصة مع الإعدامات التعسفية اليومية ضد الأكراد [في إيران]".

قوات البيشمركة HDK 2016 خلال بداية الاشتباكات غرب إيران 2016 حتى الآن

## خلفية
يوجد في إيران أقلية كردية قوية، قوامها 8 ملايين نسمة، تتركز في غرب البلاد، وكثير منهم من السنة. ينتشر الأكراد في محافظات أذربيجان الغربية، وكردستان، وكرمانشاه، وإيلام الإيرانية. تُعدّ النزعة الانفصالية الكردية موضوعًا شائعًا في العديد من دول الشرق الأوسط، وقد انخرطت الحركات الكردية في صراعات أيضًا في سوريا (الأكراد في سوريا)، والعراق (الأكراد في العراق)، وتركيا (الأكراد في تركيا) لتعزيز طموحاتها الوطنية.
أعلن الحزب الديمقراطي الكردستاني الإيراني "استئناف المقاومة المسلحة ضد جمهورية إيران الإسلامية" في 25 فبراير. وأوضح الحزب أن عودتهم إلى السلاح كانت بسبب "السخط المتزايد في روجهلات". ووفقًا لتحليل المونيتور، منذ مارس 2015، أرسل الحزب الديمقراطي الكردستاني الإيراني عدة فرق من مقاتليه وطلابه السياسيين إلى كردستان إيران. أعلن الحزب الديمقراطي الكردستاني الإيراني في مارس 2016 أنه يتخلى عن وقف إطلاق النار الذي دام عقدين مع الحكومة الإيرانية ويعيد مقاتليه إلى إيران، لكنه تعهد بعدم الشروع في الأعمال العدائية ما لم يتعرض للهجوم. في سبتمبر 2016، أصدر الحزب الديمقراطي الكردستاني الإيراني بيانًا يفيد بأن عودتهم إلى التشدد كانت مدفوعة أيضًا بالاتفاق النووي الإيراني.
ووصف قائد الجناح العسكري لحزب العمال الكردستاني مشاركتهم وإعلانهم الأعمال العدائية ضد الحكومة الإيرانية بأن "الوضع في شرق كردستان (كردستان إيران) أصبح لا يطاق، وخاصة مع الإعدامات التعسفية اليومية ضد الأكراد".

## الجدول الزمني

### 2016
في 19 أبريل 2016، هاجمت وحدات البيشمركة المسلحة التابعة لحزب الحرية الكردستاني، والمعروفة باسم نسور حرية كردستان لشرق كردستان (HAK-R)، قوات الأمن الحكومية الإيرانية في سنندج خلال العرض العسكري السنوي في إيران، مدعية استئناف النضال الوطني الكردي المسلح.
في 4 مايو/أيار 2016، اشتبكت قوات البيشمركة التابعة للحزب الديمقراطي الكردستاني الإيراني مع قوات الأمن الإيرانية في منطقة سردشت، مما أسفر عن مقتل 8-10 جنود من الحرس الثوري الإيراني. وفي أعقاب الاشتباك، أعلن الحزب الديمقراطي الكردستاني الإيراني على حسابه على تويتر أن "قوات البيشمركة أصدرت ميثاق مقاومة في شرق كردستان: "الأسود تصطاد، والضباع تأكل الموتى".  ووردت أنباء عن تورط سلاح الجو الإيراني في استهداف المواقع القتالية للجماعة المتمردة، بحسب مصادر كردية.
في اليوم التالي، صرّح حسين يزدان بنا، قائد الجناح العسكري لحزب حرية كردستان (PAK) في إيران، لصحيفة الشرق الأوسط بأن قواتهم ستستأنف قريبًا العمليات العسكرية ضد القوات الحكومية الإيرانية، قائلاً: "إيران على أعتاب انتفاضة مسلحة واسعة النطاق… ستشمل جميع مدنها".
في 20 مايو 2016، أفادت جماعات كردية عن حشد عسكري إيراني على طول الحدود العراقية، وبناء حصون عسكرية جديدة على طول حدودها مع إقليم كردستان ونشر قوات إضافية في المنطقة  وقد بُنِيَت تسعة حصون جديدة على طول الحدود، وفقًا للجماعات الكردية.
في 20 مايو/أيار، أعدمت سلطات جمهورية إيران الإسلامية خمسة ناشطين أكراد في مجال حقوق الإنسان في مدينة أورميا شمال غرب البلاد. وكان الناشطون الأكراد في مجال حقوق الإنسان ناجي كيوان، وعلي كرديان، وحيدر راميني، ونادر محمدي، ورحمان رشيدي قد اعتقلوا قبل عدة أيام بتهمة "التآمر ضد جمهورية إيران الإسلامية".
في 13 يونيو 2016، أفادت التقارير أن الحرس الثوري الإيراني نصب كمينًا وقتل خمسة أعضاء من حزب الحياة الحرة الكردستاني في شمال غرب البلاد. كما ذكر بيان إيران أن المسلحين الذين قتلهم الحرس الثوري الإيراني اغتالوا عضوين من ميليشيا الباسيج شبه العسكرية الإيرانية في مايو 2016، في مدينة سردشت الحدودية، إلى جانب مهندس كان يعمل لدى الحرس الثوري الإيراني في "مشاريع التنمية" في المناطق الحدودية. جاء الاشتباك بين الحرس الثوري الإيراني وحزب الحياة الحرة الكردستاني بعد أشهر عديدة من توقف الأعمال العدائية بين الجانبين ودون إعلان صريح من حزب الحياة الحرة الكردستاني بشأن نشاط الحركات المسلحة الكردية منذ أبريل 2016.
في 16 يونيو 2016، وردت أنباء عن مقتل 6 من أفراد أمن الحرس الثوري الإيراني بمن فيهم قائدهم على يد المتمردين الأكراد من الحزب الديمقراطي الكردستاني الإيراني في منطقة شنو وفقًا لبيان رستم جهانجيري-رئيس اللجنة السياسية والعسكرية للحزب الديمقراطي الكردستاني الإيراني. وأفادت وسائل الإعلام الإيرانية بمقتل 8 من المتمردين الأكراد في هذا الحدث. وأفادت التقارير بوقوع نيران المدفعية الإيرانية في المنطقة في أعقاب الاشتباك وأُرسِلَت تعزيزات إيرانية إلى المنطقة. وفي أعقاب اشتباكات استمرت يومين في شنو، أفاد الحزب الديمقراطي الكردستاني الإيراني بمقتل 6 من أعضائه، مدعيًا إسقاط أكثر من 20 من أفراد الحرس الثوري الإيراني وإصابة 17 آخرين. أقر بيان رسمي إيراني بمقتل 3 من أفراد الأمن الإيرانيين و"12 إرهابيًا".
في 25 يونيو/حزيران، أفادت إيران بمقتل 5 انفصاليين أكراد في غرب إيران، بينهم "قياديان". وبعد سلسلة من الاشتباكات المتواصلة والقصف الإيراني على مواقع الحزب الديمقراطي الكردستاني الإيراني في المنطقة، أعلن الجانبان بحلول 27 يونيو/حزيران عن سقوط عشرات القتلى، ولكن دون إحصاءات موثوقة، وفقًا لوكالة الأنباء الإيرانية الرسمية (إيرنا). وفي اليوم نفسه، أفادت التقارير بإصابة 5 مدنيين من كردستان العراق في قضاء سوران إثر قصف إيراني للمنطقة. وفي 28 يونيو/حزيران، أفادت وكالات حكومية إيرانية بمقتل 11 متمردًا كرديًا من الحزب الديمقراطي الكردستاني الإيراني، بالإضافة إلى 3 جنود من الحرس الثوري الإيراني، في محيط الحدود الإيرانية العراقية؛ ولم يتضح ما إذا كانت حصيلة القتلى المذكورة من المتمردين الأكراد تشمل القتلى الخمسة الذين أُبلغ عنهم قبل يومين. وقال الحزب الديمقراطي الكردستاني الإيراني إن عددًا من مقاتليه و20 جنديًا إيرانيًا قُتلوا في هذه الحوادث.
وبحسب ناشطين أكراد في مجال حقوق الإنسان في كردستان إيران، قتلت قوات الأمن الإيرانية اثنين من المدنيين كانا يعملان حمالين، ليلة 27 يونيو/حزيران في منطقة آلان بمدينة سردشت، محافظة أذربيجان الغربية في إيران، على الحدود بين إيران وإقليم كردستان.
قُتل اثنان من المسلحين من الحزب الديمقراطي الكردستاني الإيراني (PDKI) في اشتباكات مع الحرس الثوري الإسلامي الإيراني (IRGC) في ساولاوا في 5 يوليو وفقًا لبيان الحزب الديمقراطي الكردستاني الإيراني. كما أفادت وكالة أنباء فارس التابعة للحكومة الإيرانية بالحدث، مدعية أن المسلحين مرتبطون بالمجموعة الأكبر، التي قُتل 11 منهم قبل أسبوع.
وفقًا لوسائل الإعلام الرسمية الإيرانية، نجا نائب إيراني ممثل مقاطعة إسلام آباد غرب من محاولة اغتيال في غرب إيران في 10 يوليو.  ربطت مصادر إيرانية الحدث بنشاط حزب الحياة الحرة الكردستاني في المنطقة. أفادت التقارير أن محاولة الاغتيال قام بها 4 مسلحين، أصيب خلالها حاكم إسلام آباد غرب والمدير العام لمصايد الأسماك في كرمانشاه وركاب آخرون في السيارة، بينما قُتل السائق ورئيس قسم الطب البيطري في مقاطعة دالاهو في إطلاق النار. ووفقًا لتقرير العربية، لم يُتَعَرَّف على المسلحين.
في 10 أغسطس 2016، أفادت التقارير أن الحرس الثوري الإيراني نفذ قصفًا عنيفًا استهدف قرى حدودية في إقليم كردستان العراق. كانت منطقة القصف المكثف في منطقة سيدكان في أربيل، مما دفع إلى إخلاء أربع قرى. ولم ترد أنباء عن سقوط قتلى في الحادث. جاء الهجوم بعد يومين من زيارة قائد الحرس الثوري الإيراني محمد علي جعفري لمنطقتي كردستان وأذربيجان في إيران.
في 7 سبتمبر 2016، ووفقًا لبيان الحزب الديمقراطي الكردستاني الإيراني، قُتل ما لا يقل عن عضوين من الحزب في كمين نصبه حرس الحدود الإيراني بالقرب من سردشت. وأفادت وسائل الإعلام الرسمية الإيرانية بمقتل 8 من المتمردين الأكراد. وفي وقت لاحق، زعم تقرير لصحيفة طهران تايمز مقتل 10 مسلحين.
وبحسب ما ورد اعتقلت قوات الأمن الإيرانية 4 مسلحين أكراد بالقرب من ماريفان يومي 16 و17 سبتمبر/أيلول. ولم يصدر أي بيان رسمي من إيران بهذا الشأن.
في 17 سبتمبر 2016، وفقًا لوسائل إعلام كردستان العراق، قصفت إيران مناطق إقليم كردستان المجاورة للحدود الشمالية الشرقية الإيرانية، مستهدفة منطقة باربيزينان في سيدكان في قضاء سوران بمحافظة أربيل. زعم الحزب الديمقراطي الكردستاني الإيراني أن القصف الإيراني أسفر عن مقتل حمال كردي إيراني وإصابة آخر. وبحسب ما ورد، نزحت 70 عائلة كردية عراقية نتيجة للقصف. ووفقًا لتقرير مجهول، قُتل اثنان من قوات الأمن الإيرانية في 18 سبتمبر في منطقة باريمرجان في بيرانشهر. وأفاد الحزب بوفاة أحد أعضاء البيشمركة التابعين للحزب متأثرًا بجراحه بعد عدة أيام من القصف والاشتباكات.
في 20 سبتمبر 2016، أفادت وسائل إعلام كردية عراقية بمقتل اثنين من الحرس الثوري الإيراني في محافظة أذربيجان الغربية.
وفقًا للحزب الديمقراطي الكردستاني الإيراني، شنّ مسلحوه في 24 سبتمبر/أيلول هجومًا على "مركز أمني رئيسي" للحرس الثوري الإيراني في بيرانشهر، شمال غرب إيران، زاعمين مقتل "أكثر من 30 عنصرًا من الحرس الثوري الإيراني" وإصابة "العشرات". ووفقًا لعضو الحزب الديمقراطي الكردستاني الإيراني، سيبان مجيدي، بدأ الهجوم بقصف بقذائف الهاون. وزُعم أن العملية المزعومة جاءت ردًا على حملة القمع التي شنتها السلطات الإيرانية على النشطاء الأكراد في غرب إيران. ولم يصدر أي إعلان بشأن هذه الحادثة من أي جهة إيرانية.
أفادت وكالات أنباء إيرانية باعتقال أربعة من أعضاء وأنصار الحزب الديمقراطي الكردستاني الإيراني في ماريفان غرب إيران.
في 4 أكتوبر 2016، أفادت وكالة أنباء تسنيم الإيرانية عن وقوع حادث في منطقة ذات أغلبية كردية في غرب إيران، حيث قُتل 12 مسلحًا وأصيب 3 من أفراد الحرس الثوري الإسلامي. أكد حزب الحياة الحرة الكردستاني لاحقًا التقرير عن الحادث المسلح، والذي قال فيه إن العديد من أعضاء قوات دفاع شرق كردستان التابعة لحزب الحياة الحرة الكردستاني قُتلوا بالقرب من بلدة سالاسبجاني في كرمانشاه. في 11 أكتوبر، أكد حزب الحياة الحرة الكردستاني مقتل 12 من صفوفه ونشر صورهم.
في 13 أكتوبر 2016، أعلن حزب الحياة الحرة الكردستاني (PJAK) مسؤوليته عن ثلاث هجمات عبر الحدود ضد قوات الأمن الإيرانية و"المرتزقة التابعين لها"، والتي أسفرت عن مقتل 26-32 فردًا إيرانيًا وفقدان مسلح واحد. وزُعم أن الهجمات كانت ردًا على كمين الحرس الثوري الإيراني في 4 أكتوبر، والذي قُتل فيه 12 عضوًا من حزب الحياة الحرة الكردستاني. وأكد قائد الحرس الثوري الإيراني في إقليم كردستان تعرض الموقع للهجوم، لكنه قال إن المهاجمين فشلوا في مهمتهم. ولم يذكر أي خسائر بشرية وقال إن أعضاء YRK فروا من المنطقة. لم يؤكد الحرس الثوري الإيراني الهجمات الأخرى، ولم يُبلغ عنها في الصحافة الإيرانية.
في 15 أكتوبر 2016، زعم الحزب الديمقراطي الكردستاني الإيراني أنه قتل 8 من قوات الأمن الإيرانية في اشتباكات في اليوم السابق في شمال غرب إيران.
في ديسمبر/كانون الأول، وقع تفجير مزدوج في كويا بكردستان العراق، استهدف مكاتب المكتب السياسي للحزب الديمقراطي الكردستاني الإيراني، وأسفر عن مقتل سبعة أشخاص. ووصفت كردستان العراق الحادث بأنه "عمل إرهابي"، في حين اتهم الحزب الديمقراطي الكردستاني الإيراني السلطات الإيرانية بالمسؤولية عن التفجيرات.

### 2017
في 19 مارس، أفادت التقارير بمقتل جنديين من الحرس الثوري الإيراني على يد جماعة نسور زاغروس المسلحة، بينما تسبب هجوم آخر في ميريوان في إصابة عضو آخر من الحرس الثوري الإيراني بجروح خطيرة. وأكد الحزب الديمقراطي الكردستاني الإيراني وقوع الاشتباكات، لكنه زعم أن نسور زاغروس هي منظمة مستقلة.
في 21 مارس/آذار 2017، اجتمعت ست جماعات مسلحة معارضة كردية إيرانية، تعتبر غير قانونية من قبل الحكومة الإيرانية، لتنسيق أعمالها العسكرية. وشملت هذه الجماعات كومالة، والحزب الديمقراطي الكردستاني الإيراني، وفرع الحزب الديمقراطي الكردستاني في إيران، وثلاث منظمات أخرى.
في مايو 2017، انتقل حزب كومله من الدعم إلى تعبئة قواته على طول الحدود مع كردستان الإيرانية، بهدف استئناف النضال المسلح ضد الجمهورية الإسلامية.
في 23 مايو، أسفر اشتباك بالقرب من الحدود التركية الإيرانية بين حزب العمال الكردستاني وقوات الأمن الإيرانية عن سقوط 3 قتلى في صفوف الحزب، وفقًا لبيان الحزب. ووفقًا لوكالة أنباء فارس في 28 مايو، صرّح قائد حرس الحدود الإيراني قاسم رضائي بأن الإيرانيين "يعتبرون تركيا مسؤولة، وعلى البلاد محاسبة هذا الفعل". اتهمت وسائل الإعلام التركية حزب الحياة الحرة الكردستاني (PJAK) بالهجوم (معتبرةً إياه فرعًا من حزب العمال الكردستاني)، زاعمةً أن المتمردين قتلوا حارسين إيرانيين وجرحوا 7 آخرين.
في أواخر يونيو 2017، أسفرت الاشتباكات بين قوات الأمن الإيرانية ومسلحي حزب كوملا عن مقتل 3 من البيشمركة الكوملا. وفي أوائل يوليو 2017، أسفرت القصف الإيراني اللاحق على مواقع كوملا عن إصابة اثنين من مسلحي كوملا ومدني واحد من كردستان العراق، بالتزامن مع إخلاء ثلاث قرى كردية في كردستان العراق.
في يوليو 2017، أعلنت إيران عن وقوع اشتباك حدودي قتلت فيه قوات الحرس الثوري الإيراني ثلاثة "إرهابيين" وأصابت أربعة آخرين واعتقلت واحدًا في اشتباك، بينما قُتل أحد أفراد الحرس وأصيب آخر في مساء اشتباك 20 يوليو.
في أوائل سبتمبر 2017، اندلعت احتجاجات كبيرة في المدن الكردية في غرب إيران عقب مقتل رجلين كرديين على يد قوات الأمن الإيرانية على الحدود. وقد قوبلت هذه الاحتجاجات بالغاز المسيل للدموع وإطلاق النار، مع اعتقال المئات. وفي أعقاب استفتاء استقلال كردستان العراق في سبتمبر 2017، تجمع مئات الآلاف من الأكراد الإيرانيين في جميع أنحاء المدن الكردية في إيران للاحتفال بالحدث دعماً له. ومع ذلك، كانت حملة القمع التي شنتها قوات الأمن الإيرانية سريعة، حيث أُرسِلَت قوات مكافحة الشغب والدبابات إلى المدن الكردية واعتقال أكثر من 700 مدني.
في 3 نوفمبر/تشرين الثاني، قُتل ثمانية من حرس الحدود الإيرانيين و"عدد كبير من الإرهابيين" في اشتباك بين الأمن الإيراني ومسلحي حزب الحياة الحرة الكردستاني، وفقًا لمصادر إيرانية. وأشار تقرير إيراني لاحق إلى أن من بين القتلى الإيرانيين، كان خمسة منهم من حرس الحدود وثلاثة منهم موظفين مدنيين.
وفقًا لوكالة أنباء فارس الإيرانية شبه الرسمية، صرّح المتحدث باسم وزارة الخارجية الإيرانية، بهرام قاسمي، يوم الاثنين (4 ديسمبر/كانون الأول 2017)، بمقتل أحد حرس الحدود الإيراني وإصابة أربعة آخرين في ماكو بإيران، بالقرب من الحدود مع تركيا. وزعمت تركيا أن الهجوم نفذته قوات من حزب العمال الكردستاني (PKK). كما ألقت صحيفة ديلي صباح باللوم على حزب الحياة الحرة الكردستاني (PJAK)، الجناح الإيراني لحزب العمال الكردستاني. وذكرت صحيفة ديلي صباح: "طلب الناجون المساعدة من الجانب التركي، ونُقل المصابون جوًا إلى المستشفيات هنا". "توفي جندي متأثرًا بجراحه في المستشفى". وذكرت وكالة الأنباء التركية أن من بين المصابين "مهندسين يعملون في مشروع ري" و"جنود كانوا يوفرون الأمن".
في أوائل ديسمبر 2017، أفادت التقارير بمقتل 3 مهربين أكراد على يد الأمن الإيراني في محافظة أورميا وفقًا لوكالة هاوار نيوز الكردية، بينما أصيب مهرب كردي آخر في حادث آخر في قرية كايمان بهرمان؛ وفي محافظة زنجان، أصيب تاجر كردي من سوكيس "بجروح خطيرة"، وفقًا لوكالة هاوار نيوز.

### 2018
في أوائل يناير/كانون الثاني، أصدر الحرس الثوري الإيراني إعلانًا عن مقتل ثلاثة من أفراد القوة، بعد هجوم للمتمردين؛ من ناحية أخرى، زعمت قوات البيشمركة التابعة للحزب الديمقراطي الكردستاني الإيراني إلحاق 6 قتلى بالحرس الثوري الإيراني خلال اشتباك في غرب إيران. في أوائل مارس/آذار، اغتيل اثنان من قادة الحزب الديمقراطي الكردستاني الإيراني في كردستان العراق، واتهمت مصادر مؤيدة للحزب الديمقراطي الكردستاني الإيراني وزارة الاستخبارات الإيرانية بالوقوف وراء الهجمات.
في يوليو/تموز، فجّر مسلحون مستودع ذخيرة، ما أسفر عن مقتل أحد عشر من حرس الحدود الإيرانيين المتمركزين في نقطة حدودية بين إيران والعراق في مقاطعة مريوان. وقُتل عدد من المسلحين في المقابل.
في 12 أغسطس، أفادت التقارير بمقتل 20 شخصًا في اشتباكات عنيفة بين الحرس الثوري الإيراني والحزب الديمقراطي الكردستاني الإيراني. وزعم الحرس الثوري الإيراني أنه قتل 10 مسلحين أكراد، دون تحديد خسائره. وزعم الحزب الديمقراطي الكردستاني الإيراني أن مقاتليه المسلحين قتلوا 12 جنديًا من الحرس الثوري الإيراني، دون تحديد خسائرهم أيضًا.
في 7 سبتمبر، أعلن الحرس الثوري الإيراني مقتل 6 مسلحين أكراد على مقربة من الحدود العراقية، ويُزعم أنهم ينتمون إلى منظمة مسؤولة عن هجوم يوليو.
في يوم 8 سبتمبر، نفذت قوات الحرس الثوري الإيراني هجومًا صاروخيًا على مقر الحزب الكردي الديمقراطي الكردستاني الإيراني والحزب الديمقراطي الكردستاني الإيراني في كردستان العراق، مما أسفر عن مقتل 11 شخصًا على الأقل، وإصابة 50 آخرين. وبحسب ما ورد كانت الأسلحة المستخدمة Fateh 110-BS مع نطاق 300 كم. أصدرت وزارة الخارجية العراقية بيانًا ينتقد هجوم إيران ، باعتباره إيذاء سيادة العراق.

### 2019
في 17 مارس/آذار 2019، قُتل أحد حرس الحدود الإيرانيين في اشتباكات قرب الحدود مع إقليم كردستان العراق. ووقع حادث مماثل في 15 مارس/آذار 2019 أيضًا، ولكن لم تُبلغ السلطات عن أي إصابات جراء هذا الحادث حتى الآن. ولم يُتأكد بعد ما إذا كان الجناة من جماعات كردية.
في 2 مايو 2019، اتهم حزب الحرية الكردستاني الحكومة الاتحادية العراقية بتسليم أحد مقاتليه السابقين إلى إيران.
في أوائل يوليو، أعلنت إيران مقتل 5 مسلحين في منطقة كردستان الإيرانية الحدودية مع العراق، فيما خسرت قتيلاً من الحرس الثوري الإيراني. وجاء الحادث رداً على مقتل 3 من أعضاء الحرس الثوري الإيراني في بيرانشهر في 9 يوليو 2019.
في 12 يوليو 2019، أعلن حزب حرية كردستان الإيراني (PAK) أنه ألقى القبض على عميل إيراني مزعوم.

### 2020
في 5 مايو 2020، قُتل قائد في الحرس الثوري الإيراني مع جنديين آخرين من الحرس الثوري الإيراني في محافظة كردستان على يد "عناصر معادية للثورة".
في 29 مايو 2020، قُتل ثلاثة من حرس الحدود الإيرانيين في اشتباكات مع "قطاع الطرق" أثناء دورية بالقرب من سردشت ، محافظة أذربيجان الغربية.
في 16 يونيو 2020، بدأ الجيش الإيراني قصف المسلحين الأكراد في شمال العراق، منضمًا إلى عملية مخلب النسر ومخلب النمر التركيتين.
في 23 يونيو 2020، أسفرت اشتباكات بين قوات الأمن وجماعات مسلحة كردية في قرية كوران، بالقرب من عاصمة مقاطعة أذربيجان الغربية، عن مقتل ثلاثة جنود من الحرس الثوري الإسلامي.
في ليلة 13 نوفمبر 2020، قُتل ثلاثة من حرس الحدود الإيرانيين وأصيب اثنان آخران بعد اشتباكهم مع مسلحين أكراد مشتبه بهم في غرب أذربيجان، بالقرب من قرية تيرجفر.

### 2021
في 22 أبريل 2021، أفادت التقارير أن مسلحين مجهولين قتلوا اثنين من أعضاء الحرس الثوري الإيراني شبه العسكري.

### 2022
أطلق الحرس الثوري الإيراني نيران المدفعية على مقر "الإرهابيين المناهضين لإيران" في كردستان العراق في 24 سبتمبر 2022. ألقت إيران باللوم على المنشقين الأكراد في التورط في احتجاجات محسا أميني ، وفي بيان متلفز، صرحوا بأن العمليات "ستستمر من أجل ضمان أمن الحدود بشكل قابل للتطبيق، ومعاقبة الإرهابيين المجرمين ومحاسبة المسؤولين [في حكومة إقليم كردستان ] تجاه اللوائح الدولية وواجباتهم القانونية".

### 2025
في أعقاب الضربات الإسرائيلية على إيران في يونيو 2025، دعا حزب باكستان الحرة إلى انتفاضة ضد النظام.

## المتحاربون
كانت الحركات الانفصالية الكردية، حزب الحرية الكردستاني (PAK) والحزب الديمقراطي الكردستاني الإيراني (KDPI)، أول من بدأ التمرد في النصف الأول من عام 2016. في أكتوبر/تشرين الأول 2016، أعلن حزب الحياة الحرة الكردستاني (PJAK) بشكل منفصل استئناف أنشطته المسلحة، والتي تأجلت إلى حد كبير منذ وقف إطلاق النار أحادي الجانب عام 2011. في 23 أكتوبر/تشرين الأول 2016، دعا زعيم حزب كومله، عبد الله مهتدي، حركات شرق كردستان إلى تشكيل جبهة مشتركة، معتبرًا أن "دمج جيوبهم المنفصلة ضروري لمواجهة عدوهم المشترك-إيران". وأعلن حزب كومله رسميًا بدء نشاطه المسلح في يونيو/حزيران 2017.
من جانب الجمهورية الإسلامية الإيرانية، فإن قوات الأمن المشاركة في القتال تشمل وحدات الحرس الثوري وقوات البسيج وقيادة حرس الحدود للجمهورية الإسلامية الإيرانية.

## التدخل الأجنبي
في خضم الصراع بالوكالة بين إيران والسعودية، تُلقي السلطات الإيرانية باللوم على الاستخبارات السعودية في دعم الاضطرابات. إلا أن المسؤولين السعوديين ينفون تورطهم.
وفقًا لتحليل أجرته ستراتفور، وجّه حزبا "عموم كردستان " و"الحزب الديمقراطي الكردستاني الإيراني" نداءاتٍ مباشرة إلى الرياض لطلب التمويل، و"قد توافق الدول ذات المصلحة في تفاقم المشاكل الداخلية الإيرانية، مثل المملكة العربية السعودية، على مساعدة الأكراد". ويُحتمل أن تكون المملكة العربية السعودية قد قدّمت دعمًا ماليًا للجماعات الكردية المتمردة الثلاث من خلال قنصليتها في كردستان العراق، التي افتُتحت حديثًا.